# Кристенсен, Бьёрн
Бьёрн Кристенсен (дат. Bjørn Kristensen; род. 10 октября 1963, Маллинг, Орхус) — датский футболист. Участник чемпионата Европы 1988 года в составе сборной Дании.
С 2005 по 2007 годы представлял либеральную партию «Венстре» в городском Совете Орхуса.

## Клубная карьера
Родившийся в небольшой деревушке Маллинг, расположенной в пригороде Орхуса, свою профессиональную карьеру Кристенсен начал в составе местного гранда — ФК «Орхус». В составе «белых» игрок стал чемпионом Дании и дважды — обладателем Кубка Дании, после чего им заинтересовался английский «Ньюкасл», выкупив Бьёрна за 260 000 фунтов стерлингов.
Дебют Кристенсена за «сорок», состоявшийся в апреле 1989 года, оказался скомканным — команда Джима Смита на домашнем стадионе уступила «Астон Вилле». Не одержав ни одной победы в последних 9 матчах чемпионата, «Ньюкасл» вылетел из первого дивизиона Футбольной лиги Англии. Выступая во второй лиге, Кристенсен показал себя одним из лидеров команды, однако серьёзная травма колена и приход на пост главного тренера Кевина Кигана не позволили игроку продолжить выступать на прежнем уровне. В феврале 1993 года Кристенсена выкупил «Портсмут». Отыграв два сезона за «помпи», датчанин вернулся на родину, где играл в составе «Ольборга».

## Карьера в сборной
Бьёрн Кристенсен на международной арене представлял сборные Дании различных возрастов. В том числе в 1987—1988 годах он принял участие во всех 8 матчах отборочного этапа Олимпиады 1988 года, по результатам которого датчане не смогли квалифицировать на Игры, лишь одно очко уступив западным немцам, будущим бронзовым призёрам турнира.
Дебют Кристенсена за национальную сборную Дании состоялся 26 августа 1987 года — в товарищеском матче против Швеции он отыграл все 90 минут. В 1988 году Бьёрн был включён в заявку датчан на чемпионат Европы, на котором провёл заключительную встречу группового этапа для своей команды — против сборной Италии.

## Статистика

### Матчи Кристенсена за сборную Дании
| Матчи Кристенсена за сборную Дании | Матчи Кристенсена за сборную Дании | Матчи Кристенсена за сборную Дании | Матчи Кристенсена за сборную Дании | Матчи Кристенсена за сборную Дании | Матчи Кристенсена за сборную Дании |
| ---------------------------------- | ---------------------------------- | ---------------------------------- | ---------------------------------- | ---------------------------------- | ---------------------------------- |
| №                                  | Дата                               | Соперник                           | Счёт                               | Голы Кристенсена                   | Соревнование                       |
| 1                                  | 20 мая 1987                        | Греция                             | 5:0                                | —                                  | Олимпийские игры 1988 (отбор)      |
| 2                                  | 10 июня 1987                       | Румыния                            | 8:0                                | 1                                  | Олимпийские игры 1988 (отбор)      |
| 3                                  | 26 августа 1987                    | Швеция                             | 0:1                                | —                                  | Товарищеский матч                  |
| 4                                  | 3 сентября 1987                    | Румыния                            | 2:1                                | —                                  | Олимпийские игры 1988 (отбор)      |
| 5                                  | 28 октября 1987                    | Польша                             | 2:0                                | —                                  | Олимпийские игры 1988 (отбор)      |
| 6                                  | 18 ноября 1987                     | ФРГ                                | 0:1                                | —                                  | Олимпийские игры 1988 (отбор)      |
| 7                                  | 30 марта 1988                      | ФРГ                                | 1:1                                | —                                  | Олимпийские игры 1988 (отбор)      |
| 8                                  | 20 апреля 1988                     | Греция                             | 4:0                                | —                                  | Олимпийские игры 1988 (отбор)      |
| 9                                  | 27 апреля 1988                     | Австрия                            | 0:1                                | —                                  | Товарищеский матч                  |
| 10                                 | 18 мая 1988                        | Польша                             | 3:0                                | 1                                  | Олимпийские игры 1988 (отбор)      |
| 11                                 | 1 июня 1988                        | Чехословакия                       | 0:1                                | —                                  | Товарищеский матч                  |
| 12                                 | 5 июня 1988                        | Бельгия                            | 3:1                                | —                                  | Товарищеский матч                  |
| 13                                 | 17 июня 1988                       | Италия                             | 0:2                                | —                                  | Чемпионат Европы 1988              |
| 14                                 | 14 сентября 1988                   | Англия                             | 0:1                                | —                                  | Товарищеский матч                  |
| 15                                 | 19 октября 1988                    | Греция                             | 1:1                                | —                                  | Чемпионат мира 1990 (отбор)        |
| 16                                 | 2 ноября 1988                      | Болгария                           | 1:1                                | —                                  | Чемпионат мира 1990 (отбор)        |
| 17                                 | 22 февраля 1989                    | Италия                             | 0:1                                | —                                  | Товарищеский матч                  |
| 18                                 | 9 апреля 1991                      | Болгария                           | 1:1                                | —                                  | Товарищеский матч                  |
| 19                                 | 1 мая 1991                         | Югославия                          | 2:1                                | —                                  | Чемпионат Европы 1992 (отбор)      |
| 20                                 | 28 апреля 1993                     | Ирландия                           | 1:1                                | —                                  | Чемпионат мира 1994 (отбор)        |

Итого: 20 матчей / 2 гола; 8 побед, 5 ничьих, 7 поражений.

## Достижения
«Орхус»
- Чемпион Дании: 1986
- Обладатель Кубка Дании: (2) 1986/87, 1987/88